# Macrochaeta clavicornis
Macrochaeta clavicornis is een borstelworm uit de familie Acrocirridae. Het lichaam van de worm bestaat uit een kop, een cilindrisch, gesegmenteerd lichaam en een staartstukje. De kop bestaat uit een prostomium (gedeelte voor de mondopening) en een peristomium (gedeelte rond de mond) en draagt gepaarde aanhangsels (palpen, antennen en cirri).
Macrochaeta clavicornis werd in 1835 voor het eerst wetenschappelijk beschreven door M. Sars.